# Revolutionary Socialist Party (Bolshevik)

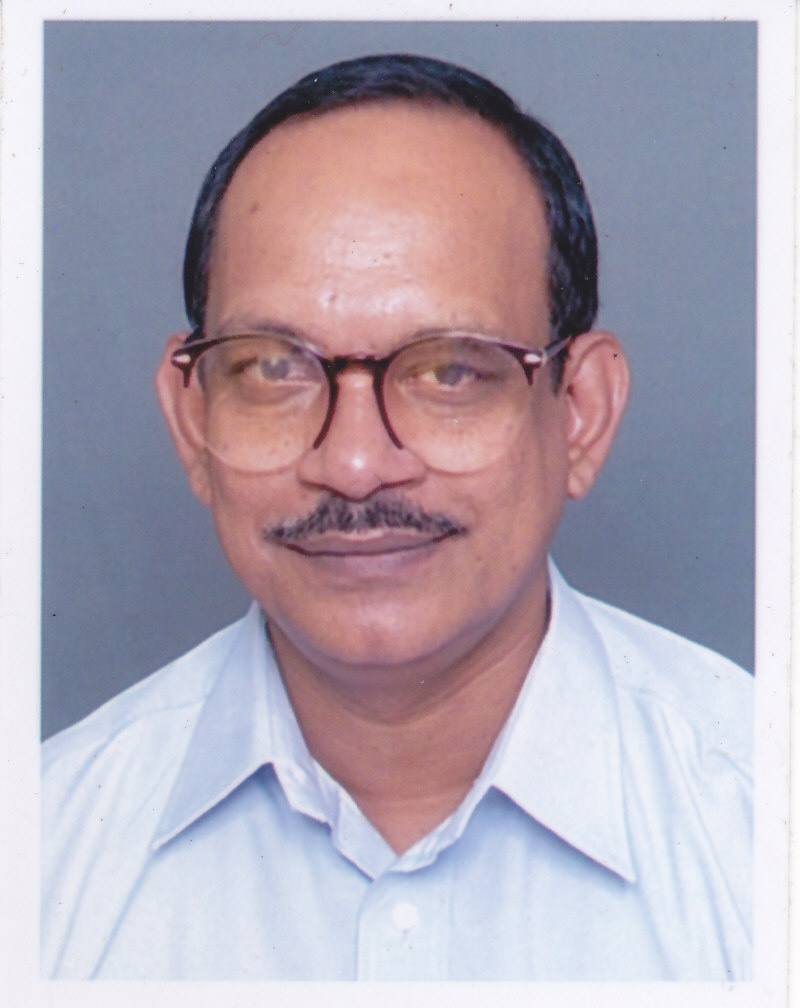
Babu Divakaran, ledamot för Revolutionary Socialist Party i Keralas delstatsförsamling.

Revolutionary Socialist Party (Bolshevik) [RSP(B)] bildades som en utbrytning ur Revolutionary Socialist Party i Kerala, Indien 2001. Partiets ledare är Baby John, tidigare en viktig RSP-ledare i Kerala.
Partiet ingår i United Democratic Front, allians i Kerala som leds av Kongresspartiet. Partiet har två ledamöter i Keralas delstatsförsamling, Shibu Baby John (Baby Johns son) och Babu Divakaran. Partiet hade totalt lanserat fyra kandidater, som tillsammans fick 215 562 röster (1,37% av rösterna i delstaten). Sedan delstatsvalet 2001 ingår partiet i delstatsregeringen i Kerala. Babu Divakaran är arbetsminister i Keralas regering.
Partiets viktigaste 'massrörelser' är:
- United Trade Union Congress (B) (UTUC(B))
- Revolutionary Youth Front (B) (RYF(B))
- All India Progressive Students' Union (B) (AIPSU(B))